# Antoni Pawlikowski (bankier)

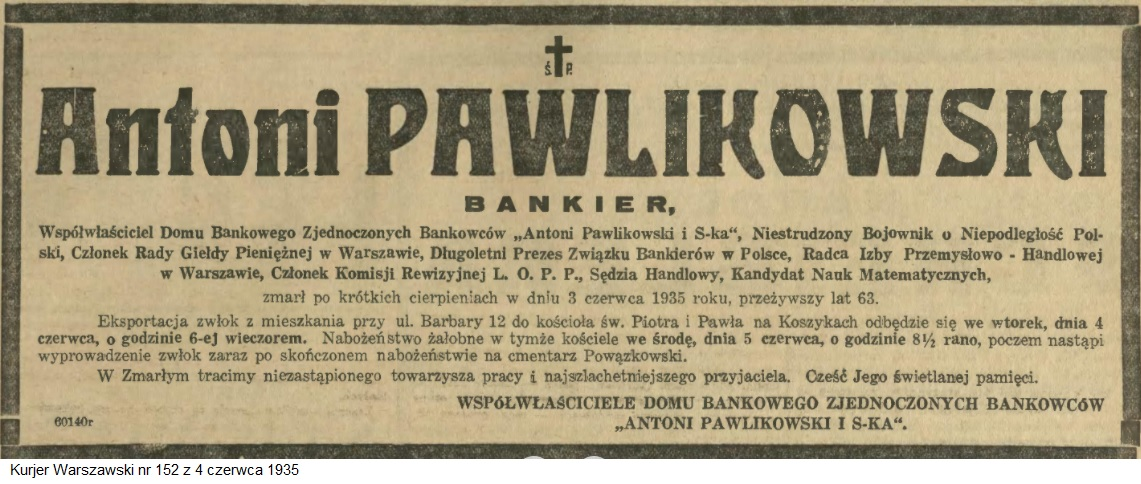
Nekrolog w Kurierze Warszawskim nr 152 z 4 czerwca 1935

Antoni Pawlikowski herbu Cholewa (ur. 1872 w Międzyrzecu Podlaskim, zm. 3 czerwca 1935 w Warszawie) – polski bankier i działacz społeczny i niepodległościowy.

## Życiorys
Urodził się w 1872 roku w Międzyrzecu Podlaskim. Jego rodzicami byli Franciszek Pawlikowski i Karolina z domu Ponikowska. Był bratem Dominika Ludwika Pawlikowskiego architekta, stryjem braci architektów: Andrzeja i Marcina Pawlikowskich. W roku 1897 ukończył studia na Wydziale Matematyczno-Fizycznym Uniwersytetu Warszawskiego.
Zmarł 3 czerwca 1935 w Warszawie. Pochowany został na cmentarzu Powązkowskim w Warszawie.

## Kariera zawodowa
W 1918 roku został współwłaścicielem i prezesem Domu Bankowego Zjednoczonych Bankowców Antoni Pawlikowski i S-ka przy ul. Mazowieckiej 1 w Warszawie.

## Działalność społeczna
Podczas trwającej 35 lat pracy w bankowości zdobył uznanie w sferach bankowych, co skutkowało powierzeniem mu wielu bardzo wysokich stanowisk piastowanych społecznie w bankowości polskiej w okresie trwanie II Rzeczypospolitej, między innymi był:
- członkiem Rady Giełdy Pieniężnej w Warszawie[7]
- współzałożycielem w 1922 r. i długoletnim prezesem Związku Bankierów w Polsce, stanowisko to piastował aż do śmierci[8]
- Radcą Izby Przemysłowo-Handlowej[9] w Warszawie[10]
- inicjatorem i założycielem szkoły elementarnej (podstawowej) dla dzieci pracowników bankowych[11]
- organizatorem Zawodowego Związku Pracowników Prywatnych Instytucji Bankowych Królestwa Polskiego[12]